# Carabodes marginatus
Carabodes marginatus är en kvalsterart som först beskrevs av Michael 1884.  Carabodes marginatus ingår i släktet Carabodes och familjen Carabodidae. Inga underarter finns listade.